# Calzada de Valdunciel (kommun)
Calzada de Valdunciel är en kommun i Spanien.   Den ligger i provinsen Provincia de Salamanca och regionen Kastilien och Leon, i den centrala delen av landet, 180 km väster om huvudstaden Madrid. Antalet invånare är 650.